# 史蒂芬·雷文克隆
史蒂芬·雷文克隆（英語：Steven Levenkron，1941年—）是美國心理治療師和作家，主要治療領域為神經性厭食症、自我傷害以及強迫症。他在紐約執業。
雷文克隆的研究始於1970年，後來加入美國神經性厭食症和相關疾病協會。直到1978年，他的小說《世上最棒的女孩》（The Best Little Girl in the World）被美國圖書館協會選為青少年最佳讀物，並由美國廣播公司改編為電影後，開始廣為人知。
1998年，W·W·諾頓公司發行了雷文克隆的著作《割腕的誘惑：停止自我傷害》（Cutting-Understanding and overcoming self-mutilation），他在此書堅定表達自我傷害與自殺本質無關。
他的另一本著作《世上最幸運的女孩》也被USA電視台改編為電影《Secret Cutting》。

## 中文出版書籍
- 《割腕的誘惑》（Cutting-Understanding and overcoming self-mutilation），2004年，繁體中文版由心靈工坊出版，ISBN 986-757-410-9

## 外部連結
- Levekron.com - his personal website（页面存档备份，存于）
- Steven Levenkron在互联网电影资料库（IMDb）上的資料（英文）